# Mërgim Vojvoda
Mërgim Vojvoda, né le 1er février 1995 à Hof-sur-Saale en Allemagne, est un footballeur international kosovar qui évolue au poste d'arrière droit au Côme 1907.

## Biographie
Fils de réfugiés kosovars, Mërgim Vojvoda est né à Hof-sur-Saale en Allemagne où ses parents s'étaient réfugiés avec son frère agent également du joueur et ses deux sœurs pour échapper à la guerre. N'ayant pas obtenu l'asile en Allemagne, la famille Vojvoda est renvoyée au Kosovo. Par la suite, Mërgim Vojvoda et sa famille se sont installés à Liège dans le quartier Saint-Léonard. 

### En club
Mërgim Vojvoda a huit ans quand il s'affilie à la JS Pierreuse, club liégeois où il restera pendant 6 saisons. En 2010, après une saison passée au club du RCSJ Grivegnée, il rejoint le club néerlandais du MVV Maastricht. En 2011, il revient à Liège au Standard où il joue trois saisons en équipes de jeunes (de ses 16 à 19 ans). Lors de la saison 2014-2015, Mërgim Vojvoda est prêté à Saint-Trond où il fait quelques apparitions en équipe première et remporte le titre de deuxième division belge. La saison suivante, il est de nouveau prêté par le Standard à un club du réseau du président Roland Duchâtelet, le FC Carl Zeiss Iéna évoluant en quatrième division allemande. Il devient titulaire et joue 27 matchs sous la vareuse du club allemand. 

#### Mouscron
En 2016, appartenant toujours au Standard, il est transféré au Royal Excel Mouscron. Il y acquiert rapidement une place de titulaire et reste trois saisons au Canonnier où il joue plus d'une centaine de rencontres et inscrit deux buts. 

#### Standard de Liège
En juin 2019, le Standard de Liège le transfère pour 1,2 million d'euros en lui proposant un contrat de quatre ans. Il joue la plupart des rencontres  du championnat de Belgique 2019-2020 comme titulaire au poste d'arrière droit, place qui était dévolue au Camerounais Collins Fai depuis deux saisons.

#### Torino FC
Après avoir joué les trois premières rencontres du championnat 2020-2021 dans l'axe de la défense liégeoise en remplacement de Zinho Vanheusden suspendu, il est transféré le 27 août 2020 au club italien de Torino FC pour la somme de 5,3 millions d'euros en signant un contrat de 4 années plus une option supplémentaire d'un an.

### En équipe nationale
Il reçoit neuf sélections en équipe d'Albanie espoirs avant d'opter en 2017 pour l'équipe nationale du Kosovo où il est régulièrement aligné.
Vojvoda inscrit son premier but en sélection le 7 septembre 2019 en marquant le but d'une victoire 2-1 contre la République tchèque en éliminatoires de l'Euro 2020.

## Statistiques

### But international
| 0 | Date             | Lieu                                    | Adversaire | Score | Résultats | Compétitions            |
| - | ---------------- | --------------------------------------- | ---------- | ----- | --------- | ----------------------- |
| 1 | 7 septembre 2019 | Stade de Fadil Vokrri, Pristina, Kosovo | Tchéquie   | 2-1   | 2-1       | Éliminatoires Euro 2020 |

## Palmarès
- Champion de Belgique de deuxième division en 2015 avec le Saint-Trond VV